# 大牟田市立天の原小学校
大牟田市立天の原小学校（おおむたしりつあまのはらしょうがっこう）は、福岡県大牟田市に所在する公立小学校。

## 所在地
- 福岡県大牟田市笹原町3丁目116番地

## 沿革
- 2013年 - 大牟田市立笹原小学校・大牟田市立天道小学校の統廃合により、旧笹原小学校跡地に開校

## 通学区域
- 新勝立（しんかつだち）町1～3・5・6丁目
- 新勝立町4丁目の一部
- 笹原（ささはら）町1～3丁目
- 下池（しもいけ）町
- 萩尾（はぎお）町1・2丁目
- 東萩尾（ひがしはぎお）町
- 大字勝立（かつだち）の一部
- 米生（よねお）町2丁目
- 馬渡（まわたり）町
- 早鐘（はやがね）町
- 天道（てんどう）町
- 臼井新（うすいしん）町2丁目の一部
- 青葉（あおば）町の一部[1]

なお、「町」はすべて「まち」と読む。
また、早鐘町は不知火ゴルフ場のコースがあるほかは山林となっており、定住人口は0人である。

## 周辺
- 有明工業高等専門学校
- 大牟田市立大牟田特別支援学校
- 福岡県道・熊本県道3号大牟田植木線
- 福岡県道787号勝立三川線
- 市道青葉町萩尾町1丁目線